# Шванц, Кевин
Кевин Шванц (англ. Kevin Schwantz, род. 19 июня 1964, в г. Хьюстон, Техас, США) — бывший американский мотогонщик. 

## Биография
Шванц выиграл чемпионат мира в классе 500cc в 1993 году. Был известен своей агрессивной манерой езды «всё или ничего».